# Secret Signals
Secret Signals (1989-96) es una trilogía de casetes en edición limitada de la banda estadounidense de jazz rock y avant-prog The Muffins. Fueron lanzados mientras el grupo estaba disuelto y sus miembros retirados de la escena musical.
El volumen 3 de 1996, fue el último lanzamiento de The Muffins antes de reformarse dos años después.

## Lista de canciones

### Vol. I
1. «Labor Day»
2. «Brix»
3. «Like a Machine»
4. «Big Spoons»
5. «Apparently»
6. «Early American Ears»
7. «Why Pursue It»
8. «English»
9. «The Hot Band»
10. «Countdown»
11. «Permutations»
12. «Commander Scott on Mars»
13. «Cutups»
14. «Wombat»
15. «Uncle Don»
16. «Crezner Okay»
17. «Blind Cave Tetra»
18. «The Bush»

### Vol. II
1. «Hands All Round»
2. «The Blue Man»
3. «How's the Weather?»
4. «Bartok Stockpot»
5. «Why Don't You Go Play Out in Traffic»
6. «Hat on the Bed»
7. «Caves 3 & 4»
8. «A Question for Albert»
9. «Buzz Aldrin»
10. «Talking Across the Board»

### Vol. III
1. «Uncle Don (At the Helm)»
2. «Children and Art»
3. «World Maps 1»
4. «Spirit Cabinet»
5. «Back of the Moon»
6. «Riding the Skip»
7. «4 Ghosts»
8. «Voodoo at the Cabin John Mall»
9. «Uncle Don (In Love)»
10. «Uncle Don (On a Whim)»
11. «March of the Suburban Blow-Hards»
12. «World Maps 2»
13. «9 Petites»
14. «The Silver Box»
15. «At Home With the Muffins»
16. «World Maps 3»
17. «Uncle Don (Over and Out)»

## Personal
The Muffins
- Dave Newhouse – teclados, vientos, percusión
- Tom Scott – vientos, percusión
- Billy Swann – guitarra, bajo, vientos, percusión
- Paul Sears – guitarra, vientos, batería, percusión (1976-81)

exmiembros de The Muffins
- Michael Zentner – guitarra y violín (1974-76)
- Stuart Abramowitz – batería (1975-76)